# جو این سونگ
جو این سونگ (کره‌ای: 조인성؛ زادهٔ ۲۸ ژوئیه ۱۹۸۱) بازیگر اهل کره جنوبی است. او به خاطر ایفای نقش در مجموعه‌های تلویزیونی بادی که در آن زمستان وزید (۲۰۱۳) و مشکلی نیست این عشقه (۲۰۱۴) و فیلم‌های یک گل یخ‌زده (۲۰۰۸)، نبرد بزرگ (۲۰۱۸) و فرار از موگادیشو (۲۰۲۱) شناخته می‌شود.
نام او اکنون به صورت رسمی به شکل Zo In-sung لاتین‌نویسی می‌شود و قبلاً به صورت Cho In-sung و گاهی به صورت Jo In-sung لاتین‌نویسی می‌شد.

## فیلم‌شناسی

### فیلم
| سال  | عنوان              | نقش          | توضیحات         | منابع         |
| ---- | ------------------ | ------------ | --------------- | ------------- |
| ۲۰۰۲ | توالت عمومی        | چو           |                 | [ ۶ ]         |
| ۲۰۰۳ | مادلن              | کانگ جی سوک  |                 | [ ۷ ]         |
| ۲۰۰۳ | کلاسیک             | اوه سانگ مین |                 | [ ۸ ]         |
| ۲۰۰۳ | عشق غیرممکن        | کیم چول سو   |                 | [ ۹ ]         |
| ۲۰۰۶ | یک کارناوال کثیف   | کیم بیونگ دو |                 | [ ۱۰ ]        |
| ۲۰۰۸ | یک گل یخ‌زده        | هونگ ریم     |                 | [ ۱۱ ]        |
| ۲۰۱۷ | د کینگ             | پارک ته سو   |                 | [ ۱۲ ]        |
| ۲۰۱۷ | Love Jo. Right Now | خودش         | صدا، فیلم کوتاه | [ ۱۳ ]        |
| ۲۰۱۸ | نبرد بزرگ          | یانگ مان چون |                 | [ ۱۴ ]        |
| ۲۰۲۱ | فرار از موگادیشو   | کانگ ده جین  |                 | [ ۱۵ ] [ ۱۶ ] |
| ۲۰۲۳ | قاچاقچی‌ها          |              |                 | [ ۱۷ ]        |
| ن/م  | امید               | سونگ کی      |                 | [ ۱۸ ]        |

### مجموعه تلویزیونی
| سال  | عنوان                            | نقش           | توضیحات               | منابع  |
| ---- | -------------------------------- | ------------- | --------------------- | ------ |
| ۱۹۹۹ | جامپ                             |               |                       |        |
| ۲۰۰۰ | مدرسه ۳                          | کیم سوک جو    |                       | [ ۱۹ ] |
| ۲۰۰۰ | بی‌وقفه                           | جو این سونگ   | قسمت ۱۶۹، ۱۷۷–۴۶۸     | [ ۲۰ ] |
| ۲۰۰۱ | دراما سیتی – «Love Me Tender»    | جون هو        |                       |        |
| ۲۰۰۱ | دراما سیتی – «Like a Pure Comic» | کیم جونگ هیون |                       | [ ۲۱ ] |
| ۲۰۰۱ | پیانو                            | لی کیونگ هو   |                       | [ ۲۲ ] |
| ۲۰۰۲ | جاه‌طلبی بزرگ                     | جوانی لی گو   | حضور افتخاری (قسمت ۱) | [ ۲۳ ] |
| ۲۰۰۲ | بلند پروازی                      | گو سونگ ته    |                       | [ ۲۴ ] |
| ۲۰۰۳ | هی هی هی                         | جو این سونگ   | قسمت ۳۹               | [ ۲۵ ] |
| ۲۰۰۴ | اتفاقی که در بالی افتاد          | جونگ جه مین   |                       | [ ۲۶ ] |
| ۲۰۰۵ | روز بهاری                        | گو اون سوپ    |                       | [ ۲۷ ] |
| ۲۰۱۳ | بادی که در آن زمستان وزید        | اوه سو        |                       | [ ۲۸ ] |
| ۲۰۱۴ | مشکلی نیست این عشقه              | جانگ جه یول   |                       | [ ۲۹ ] |
| ۲۰۱۶ | دوستان عزیز من                   | سو یون ها     | حضور ویژه             | [ ۳۰ ] |
| ۲۰۲۳ | محرک                             | کیم دو شیک    |                       | [ ۳۱ ] |

### برنامه تلویزیونی
| سال       | عنوان               | نقش  | توضیحات                    | منابع         |
| --------- | ------------------- | ---- | -------------------------- | ------------- |
| ۲۰۲۱–۲۰۲۲ | کسب و کار غیرمنتظره | مجری | همراه چا ته هیون – فصل ۱–۲ | [ ۳۲ ] [ ۳۳ ] |